# Jean Richer (universitaire)
Pour les articles homonymes, voir Richer.
Jean Richer, né à Paris le 4 février 1915 et mort à Nice le 21 février 1992, est un professeur d’université français et écrivain érudit, spécialisé dans l'histoire du symbolisme littéraire et des doctrines ésotériques.

## Biographie
Jean Richer est professeur de littérature française moderne à l'Université Nice Sophia Antipolis dans les années 1970. On lui doit plusieurs travaux d'érudition, en particulier sur Gérard de Nerval dont il fut un des spécialistes. Il est l'auteur de nombreuses publications concernant les doctrines ésotériques, l'astronomie et l'astrologie dans la pensée religieuse, les arts et l'organisation du monde grec et romain.

## Œuvres

### Études littéraires
- Gérard de Nerval et les doctrines ésotériques, Le Griffon d'or, 1947
- Gérard de Nerval, collection Poètes d'aujourd'hui, Pierre Seghers 1950, 8e édition 1983
- Paul Verlaine, collection Poètes d'aujourd'hui, Pierre Seghers 1953, réimp.
- Gérard de Nerval, Expérience et création, Hachette, 1963, 2e édition 1970 (Ouvrage couronné par l'Académie française)
- Gérard de Nerval, Œuvres, tome I, texte établi, présenté et annoté par Albert Béguin et Jean Richer, Bibliothèque de la Pléiade, Gallimard 1966
- Nerval et les témoins de sa vie, Minard, Lettres modernes, 1970
- L'Alchimie du verbe de Rimbaud, Essai sur l'imagination du langage, Didier 1972, Guy Trédaniel éditeur, 2e édition complétée 1990
- Les Derniers mois de Charles Baudelaire et la publication posthume de ses œuvres, Correspondance et documents, présentés et annotés par Jean Richer et Marcel A. Ruff, A.-G. Nizet 1976
- Aspects ésotériques de l'œuvre littéraire : Saint-Paul, Jonathan Swift, Jacques Cazotte, Ludwig Tieck, Victor Hugo, Charles Baudelaire, Rudyard Kipling, O.V. de L. Milosz, Guillaume Apollinaire, André Breton, Dervy Livres 1980
- Étude et recherches sur Théophile Gautier prosateur, Nizet 1981
- « Les sept caractères et les quatre tempéraments dans Jules César de Shakespeare », Actes des congrès de la Société française Shakespeare, no 3,‎ 1981, p. 79-98 (lire en ligne)
- L'Empereur Julien, t. 1 De l’histoire à la légende (331-1715), Les Belles Lettres, 1978, 430 p. (présentation en ligne)
- L'Empereur Julien, t. 2 De la légende au mythe (De Voltaire à nos jours), Les Belles Lettres, 1981, 576 p. (ISBN 978-2251325538, présentation en ligne)
- La Passion de Jacques Cazotte, Son procès, Guy Trédaniel, 1990  (ISBN 978-2857072911)

### Études sur la symbolique
- Delphes, Délos et Cumes. Les Grecs et le Zodiaque, Julliard 1970
- Jean Richer et James Dauphiné, Les structures symboliques du Roi Lear de Shakespeare, Les Belles Lettres, 1979, 150 p. (ISBN 978-2251371016, présentation en ligne)
- Prestiges de la Lune et damnation par les étoiles dans le théâtre de Shakespeare, Les Belles Lettres 1982
- Géographie sacrée dans le monde romain, Guy Trédaniel 1985
- Iconologie et Tradition, Symboles cosmiques dans l'art chrétien, Guy Trédaniel, 1983 réimp. 1990, Prix Auguste-Furtado de l’Académie française en 1985[1].
- Lecture astrologique des pièces romaines de Shakespeare : Titus Andronicus, Jules César, Antoine et Cléopâtre, Coriolan, Guy Trédaniel, Éditions de La Maisnie 1990
- L'Astrologie, source d'inspiration de Hugo à Lorca, Psychologie, Astrologie et Littérature, Guy Trédaniel éditeur 1996
- Géographie sacrée du monde grec : Croyances astrales des anciens Grecs, Guy Trédaniel, 1983, 2e éd. (1re éd. 1967), 284 p. (présentation en ligne) Prix Marie-Eugène Simon-Henri-Martin de l’Académie française en 1968 ; traduction anglaise, State University of New York Press.